# یورن اندرسن
یورن اندرسن (زاده ۳ فوریه ۱۹۶۳) یک مربی و بازیکن پیشین نروژی-آلمانی است.
از باشگاه‌هایی که در آن بازی کرده است می‌توان به باشگاه فوتبال هامبورگ، باشگاه فوتبال فورتونا دوسلدورف، باشگاه فوتبال وولرنگا، باشگاه فوتبال دینامو درسدن، باشگاه فوتبال لوگانو، باشگاه فوتبال نورنبرگ، باشگاه فوتبال فردریکستاد، باشگاه فوتبال آینتراخت فرانکفورت، باشگاه فوتبال زوریخ، و باشگاه فوتبال آینتراخت فرانکفورت اشاره کرد.
وی همچنین در تیم ملی فوتبال نروژ بازی کرده است.